# Alain Chapuis
Pour les articles homonymes, voir Chapuis.
Alain Chapuis est un acteur de théâtre et de télévision, et metteur en scène français. Il est principalement connu pour jouer le rôle du tavernier dans la série télévisée Kaamelott sur M6.

## Biographie
Il fonde, dans les années 1990, une troupe de théâtre nommée Le Complexe du Rire.
Il participe le 23 juin 2007 à Fort Boyard avec Richard Virenque, Stéphane Traineau, Thierry Redler, Babsie Steger, et Shy'm pour l'association Pousse de Bambou.

## Filmographie

### Télévision
- 1998 : Cap des Pins
- 1998 : Des cerises sur le gâteau, de Patrick Poubel
- 2000 : Louis la Brocante, de Marion Sarraut
- 2001 : La Méthode à Frédo, de Jean-Christophe Barc
- 2001 : Un crime au Paradis, de Jean Becker
- 2002 : Lyon police spéciale, de Dominique Tabureau
- 2002 : L'Été rouge, de Gérard Marx
- 2002 : Capitaine Lawrence
- 2003 : Vivement dimanche prochain
- 2005-2009 : Kaamelott : le tavernier
- 2007 : Palizzi, de Jean Dujardin (saison 2, épisode 44)
- 2012 : Au nom de la vérité Un beau-père irréprochable : Loïc (saison 2, épisode 4)
- 2013 : Cherif le père de Coralie (saison 1, épisode 7)
- 2019 : Astrid et Raphaëlle, de Elsa & Hippolyte
- 2021 : Laval, le collaborateur, de Laurent Heynemann
- 2022 : Narvalo, de Matthieu Longatte (saison 2, épisode 3)

### Cinéma
- 1992 : Poisson-lune, de Bertrand Van Effenterre
- 1997 : Passage à tabac, de Bruno Victor Pujebet
- 1999 : Cauchemar de rêve, de Stéphanie Vargas
- 1999 : L'Amour à l'eau, de Christophe Tourette
- 2000 : Un crime au paradis, de Jean Becker
- 2016 : La Vache de Mohamed Hamidi
- 2019 : Parents d'élèves, de Noémie Saglio
- 2020 : Kaamelott : Premier Volet, d'Alexandre Astier : le tavernier
- 2025 : Kaamelott : Deuxième volet partie 1 d’Alexandre Astier : le tavernier

### Courts-métrages
- 2013 : Apothéose, de Léolo Victor-Pujebet

## Théâtre
- Roméo et Juliette (1990), Théâtre de Fourvière et Célestins de Lyon
- Décalage immédiat (1998), au Complexe du rire (Lyon), one man show
- Cinq minutes pas plus ! (1999), de Jean Christophe Barc, Théâtre Rive Gauche
- Un monde merveilleux (1999), Théâtre du Splendid
- Le Printemps des Bourges (2001), Théâtre Daunou
- Toi zé Moi (2005), à la Comédie Caumartin puis au Thâtre de Dix heures, Festival d'Avignon & Festival « Juste pour rire » Montréal en 2003
- Nos amis les bobos (2007), au Mélo d'Amélie puis au Temple, tournées France
- ToizéMoi dans Camille et fêtent leur divorce (2010), comédie de Paris, tournées France, Belgique, Suisse, Tahiti
- ToizéMoi fêtent leur divorce: Paradis d'enfer (2013) Comédie Odéon (Lyon)[2]
- ToizéMoi fêtent leur divorce: Parents Modèles (2017)